# میگنو (دهانه)
میگنو یک دهانه برخوردی در ماه‌ است.

## دهانه‌های اقماری
این دهانه ۴ دهانه اقماری دارد.
| Moigno | عرض جغرافیایی | طول جغرافیایی | قطر          |
| ------ | ------------- | ------------- | ------------ |
| A      | ۶۴.۸° N       | ۲۹.۷° E       | ۱۶.۰ کیلومتر |
| C      | ۶۵.۹° N       | ۲۹.۰° E       | ۹.۰ کیلومتر  |
| B      | ۶۴.۶° N       | ۲۶.۱° E       | ۲۶.۰ کیلومتر |
| D      | ۶۵.۲° N       | ۲۷.۷° E       | ۲۳.۰ کیلومتر |